# Dávid-szobor

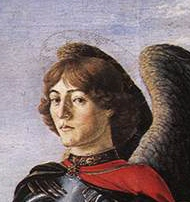
Botticini Tóbiás és az arkangyal - részlet

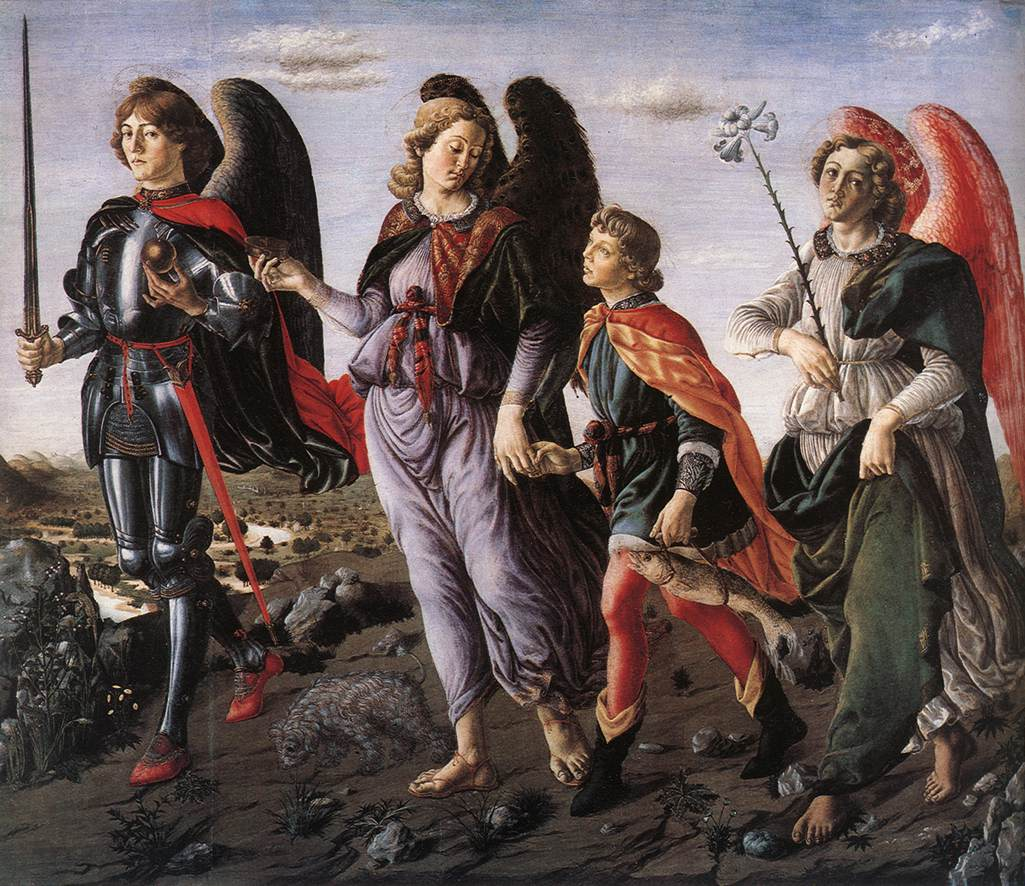
Tóbiás és az arkangyal

Firenzében több Dávid-alkotás született: Donatello és Verrocchio híres szobrai, több kisebb bronzszobrocska és Michelangelo mesterének, Domenico Ghirlandaiónak a freskója, a Santa Trinità-templom Sasetti-kápolnájának bejárata felett. Valamennyi a bibliai gyermeket ábrázolja: kezében kard, egyik lába Góliát fején, arckifejezése vagy félénk – ekkor fejét kissé lehajtja -, vagy büszkén, diadalmasan mosolyog. Ghirlandaio még a Sassetti-családdal is megpróbálta összekapcsolni Dávidját: egyik kezébe parittyát és követ helyezett, a család jelvényét, a másikba pajzsot, rajta a Sassetti-címerrel.
A legismertebb közülük Michelangelo Dávid-szobra.

## Dávid-szobrok

### Donatello
Donatellót az egyik legjelentősebb reneszánsz szobrászként tartják számon. Számtalan műve közül talán a Gattamelata (1448-1453) zsoldosvezér Padovában álló plasztikája után legismertebb a Dávid bronz szobra. Rómában látott antik emlékek hatása figyelhető meg a Mediciek számára kútfiguraként készült Dávid bronz alakján. Dávid itt serdülő ifjú, mint a bibliában. Koszorún áll a mezítelen fiúalak, lábai előtt a legyőzött Góliát. Jobb karjában egyenes kard, baljában a kő, amelyet parittyájába szán. Fején kalap, azon a dicsőség koszorúja. Előre tekint és kissé lefelé, mintha a győzelem isteni ajándékán gondolkozna.

### Verrocchio
Verrocchio még 1476 előtt készítette el bronz Dávidját, a kora reneszánsz öntudatos ifjúideáljának ezt a  naturalizmust és eleganciát oly szerencsésen párosító megtestesítőjét, egyesek szerint Francesco Botticini Tóbiás és az arkangyal című képén Mihály  arkangyalban ifjú Dávidja, mások szerint nagymértékben Antonio Pollaiuolo: Dávid Victorius, (1472 körül) hasonló festményének hatására.

### Michelangelo
Michelangelo 1501. augusztus 16-án –Firenze új alkotmányának elfogadása után- kapta meg a megbízást a Dávid elkészítésére. Talán éppen ez adta az ifjú mesternek a gondolatot, hogy Dávidot nem mint bibliai hőst, hanem mint népe védelmezőjét és igazságos uralkodóját ábrázolja, példát állítva a firenzeiek elé, amellyel a Köztársaság védelmére és igazságos kormányzására ösztönzi őket.

## Összegzés
Donatello és Verrocchio művével szemben Michelangelo Dávid-szobra más. Meztelen ifjú a hagyományos attribútumok, a kard vagy a Góliát-fő nélkül, pusztán a parittyával, de azt is a háta mögött tartja. Nem a tizenötödik század hagyományos Dávidját követi, inkább az ókori Herkules típushoz közeledik. A végtagok és a fej helyzete, az alak teljes meztelensége, a karok ellenirányú, kontrasztáló mozgása mind megtalálhatók az antik szarkofágok Herkules figuráin. Elődeivel szemben Michelangelo nem is próbálja Dávid életének egy meghatározott eseményét bemutatni, inkább azonosítja Dávid típusát Herkulesével.
Aki mások nyomában jár, sohasem kerülhet elébük; aki maga nem tud jó dolgokat alkotni, a másét sem használhatja jól fel.